# Aoife Mannion
Pour les articles homonymes, voir Mannion.
Aoife Mannion, née le 24 septembre 1995 à Solihull en Angleterre, est une footballeuse internationale irlandaise. Sélectionnée pour la première fois en équipe nationale irlandaise en 2023, elle a été sélectionnée dans toutes les équipes nationales de jeunes de l'Angleterre. Elle joue depuis 2025 dans le club anglais de Newcastle United FC.

## Carrière
Aoife Mannion nait à Solihull en Angleterre. Elle est scolarisée à la St Peter's Catholic School où elle a comme camarade de classe Jack Grealish. Elle commence à jouer au football dans le club local des Celtic Red, école de football d'Aston Villa, avant de rejoindre l'équipe des moins de 10 ans du Birmingham City Women Football Club. Son père l'emmène régulièrement au St Andrew's, le stade de l'équipe professionnelle. Deux joueurs servent d'exemple dans sa jeunesse, le Gallois Robbie Savage et l'Irlandais Roy Keane. Aoife Mannion joue aussi un football gaélique dans sa jeunesse.

### En équipe nationale
Aoife Mannion a été sélectionnée dans toutes les équipes de jeunes de l'Angleterre, depuis les scolaires jusqu'aux moins de 23 ans. Elle dispute deux phases finales du championnat d'Europe des moins de 19 ans en 2012 puis en 2013. Cette année-là elle dispute l'intégralité des matchs de son équipe qui ne s'incline qu'en prolongations en finale contre la France.
En 2019, Mannion est sélectionnée en équipe nationale anglaise pour deux matchs amicaux contre la Belgique et la Norvège. Elle reste sur le banc pour ces deux rencontres. Elle est de nouveau appelée pour le rassemblement suivant contre le Portugal et le Brésil, mais de nouveau Phil Neville ne la fait pas jouer.
Étant de père et de mère irlandais, elle postule alors auprès de la Fédération irlandaise de football pour intégrer l'équipe nationale. Vera Pauw qui vient de qualifier les Irlandaises pour la Coupe du monde 2023 décide de la convoquer à un stage de préparation en février 2023. Elle dispute sa première rencontre sous le maillot vert à Marbella contre la Chine le 22 février 2023. Elle est titulaire au coup d'envoi et se fait remplacer à la 70e minute de jeu. 
Blessée à un genou et insuffisamment rétablie, elle n'est pas sélectionnée pour participer à la Coupe du monde 2023.
Au printemps 2024, Aoife Mannion retrouve le maillot vert à l'occasion des éliminatoires du championnat d'Europe 2023 pour les matchs contre la France puis l'Angleterre.

## Palmarès

### En club
Manchester United
- Vainqueur de la Coupe d'Angleterre en 2024.
- Finaliste de la Coupe d'Angleterre en 2025